# Vågsjön, Medelpad
Vågsjön är en sjö i Sundsvalls kommun i Medelpad och ingår i Indalsälvens huvudavrinningsområde. Sjön är 13,7 meter djup, har en yta på 0,0914 kvadratkilometer och befinner sig 181,4 meter över havet.
Sjön ger ett ljust och öppet intryck från flera av dess stränder, trots att det är en skogssjö. Är ej särskilt badvänlig, dess största fördel är att den har ett relativt stort avstånd till skogsbilväg. Dessa är ju ett gissel för vår svenska natur och förstör ofta miljön och naturupplevelserna. Fiskbeståndet är som oftast i dessa skogssjöar abborre och gädda samt sällsynt insjööring. Den står i förbindelse uppströms med Kroksjön och nedströms via en mindre raserad dammbyggnad med Stenbitsbäcken, som i sin tur är ett biflöde till Aspån.
Men dessutom står den i förbindelse med sjön Lilla Stenbiten i en bifurkation.

## Delavrinningsområde
Vågsjön ingår i det delavrinningsområde (694094-157499) som SMHI kallar för Mynnar i Aspån. Medelhöjden är 202 meter över havet och ytan är 6,4 kvadratkilometer. Det finns inga avrinningsområden uppströms utan avrinningsområdet är högsta punkten. Stenbitbäcken som avvattnar avrinningsområdet har biflödesordning 4, vilket innebär att vattnet flödar genom totalt 4 vattendrag innan det når havet efter 15 kilometer. Avrinningsområdet består mestadels av skog (84 procent). Avrinningsområdet har 0,5 kvadratkilometer vattenytor vilket ger det en sjöprocent på 7,9 procent.